# 暗绿领蜂鸟
暗绿领蜂鸟（学名：Heliangelus exortis），是雨燕目蜂鸟科的一种鸟类。
暗绿领蜂鸟体重约4.59克，翼长约60.8毫米，嘴峰长约19.8毫米，喙宽度约1.9毫米，喙厚度约1.9毫米，跗蹠长约4.7毫米，尾长约40.4毫米。暗绿领蜂鸟在其分布区内为留鸟，其栖息在密集的高大树木组成的森林中，食性为草食性，主要食物来源是植物的花蜜。
暗绿领蜂鸟分布于哥伦比亚和厄瓜多尔西北部的安第斯山脉山区。该物种是单型物种，没有亚种分化。